# Jármy család
A Jármy család (Szolnoki és Magyar-Dellői) ősi Szatmár vármegyei nemesi család.

## Története
Eredetét Jármi községből vette, mely már 1329-ben a család birtoka volt. Azonban 1429-ben a Csaholyi család
is királyi adományt kap egyes részeire, s így az ősi birtok megoszlott.
1449-ben a családból Jármy László kapja királyi adományként Tyukod részeit.
1516-ban Jármy Balás szerez Jármi községben részeket új királyi adományként.
1551-ben Jármy Barnabás magvaszakadtával birtokrészeit Apátfalvy András nyerte királyi adományban.
A Jármy család a későbbiekben több ágra ágazott szét, Bihar, Szatmár és Szabolcs, Máramaros megyékben és Erdélyben  is voltak birtokaik.
A magyarországi ág szolnoki, az erdélyi ág magyardellői előnévvel élt.

## Magyarországi ágak
A magyarországi szolnoki ágból való volt szolnoki Jármi János (1650), akit Barcsay Ákos Görgény várában való őrizetére rendeltek. (Szalárdy Siralmas krónika 604. lap.)
A család tagjai közül ismert még Jármy József, aki az 1800-as évek elején a Szatmár megyei Parasznyán volt birtokos.
Jármy Ferenc ugyancsak az 1800-as évek elején a Szatmár megyei Császló helységben birtokos, Szolnoki Jármy Pál (1825-1896), az 1848/49 forradalom és szabadságharc hadnagya Császlóban van eltemetve. Akárcsak Jármy Andor, aki ugyanezidőtájt a Dessewffyek révén neje  után Nagydobos-on volt birtokos.
1800-as évek elején Szatmár megyében élt még Jármy Sára, Kölcsey Bálint neje is, akinek birtokai voltak még Cseke, Istvándi, Tisza-Kóród, Milota helységekben.
A Jármyak birtokosok voltak még Nyírmadán, Penyigén, és Nyírbogdányban.
1810 és 1820 között Szolnoki Jármy Ábrahám Szabolcs vármegye alispánja, és királyi tanácsos volt.

## Erdélyi ágak
A XVI. században, 1505 után  ágazott ki Erdélybe a Jármi család egyik ága.
Az 1505-ben élt I. András fia I. Mihály Báthori Zsigmondtól adományba kapta Springet,
Erdőalját, s Erdélyben telepedett le.
A család erdélyi és magyar ága a kapcsolatot egymás közt a későbbiekben is fenntartotta.
Az erdélyi ág előbb Sövényfalváról írta előnevét, majd 1630-ban Jármy Miklós a Maros mentén fekvő birtokáról a magyar-dellői előnevet kezdte használni.
Az erdélyi ág nevezetesebb tagjai közt találjuk Jármy Ferencet, az Erdélybeszakadt I. Mihály dédunokáját, aki a család legtevékenyebb tagja volt:
1635. július 2-án nagyváradi alkapitány lett, majd 1636-1639-ben Lengyelországban volt követ.
1646-ban a hajdúk tábornoka volt, s I., majd II. Rákóczi Györgytől adományt nyert:  B.Besenyő, Déllő, Csávás helységekre.
I. Mihály 1651-ben halt meg, Kolozsváron, a piaci nagytemplomba temették el.
Testvére Miklós 1657-ben esett el Lengyelországban, Rákóczi mellett.
Az Erdélyi ágból Dániel, Küküllő vármegye szolgabírája volt. 1853-ban halt meg magtalanul, Sándor nevű testvére nőtlen maradt, így az Erdélyi ág elenyészett.

## A Jármy család címere
Kékben, zöld alapon ágaskodó, nyakán nyíllal átlőtt vadkecske.
Sisakdísz: növő pajzsalak.
Takarók: kékarany, vörösezüst.